# Futebol em Família
Futebol em Família é um filme brasileiro de comédia de 1939. Foi dirigido e roteirizado por Ruy Costa.

## Elenco
| Ator/Atriz       | Papel                  |
| ---------------- | ---------------------- |
| Jaime Costa      | Professor Leônidas Jau |
| Dircinha Batista | Fifinha                |
| Grande Otelo     | Gibi                   |
| Ítala Ferreira   | Dona Stella            |
| Olga Nobre       | Catarina               |
| Arnaldo Amaral   | Gustavo                |
| Maria Vidal      | Professora             |
| Jorge Murad      | Boa-vida               |
| Renato Murce     | Hugo Stampa            |
| Heloísa Helena   |                        |